# Venturiocistella pini
Venturiocistella pini är en svampart som först beskrevs av Franz Xaver von Höhnel, och fick sitt nu gällande namn av Baral 1993. Venturiocistella pini ingår i släktet Venturiocistella och familjen Hyaloscyphaceae.   Inga underarter finns listade i Catalogue of Life.